# Раух, Фридрих Леопольд Бонавентура фон
Фридрих Леопольд Бонавентура фон Раух (нем. Friedrich von Rauch; 15 февраля 1855, Берлин — 22 апреля 1935, там же) — немецкий военачальник, генерал от кавалерии.  

## Биография
Выходец из прусской дворянской семьи фон Раух, давшей сперва Пруссии, а затем Германской империи целый ряд генералов. Сын генерала кавалерии, генерал-адъютанта Альфреда Бонавентуры фон Рауха и его жены, урождённой фон Брюль. По линии матери приходился внуком суперинтенданту (генеральному директору) прусских королевских театров и музеев Карлу фон Брюлю и являлся потомком Генриха фон Брюля, саксонского первого министра. 
Генерал Раух находился на действительной службе с 1871 по 1911 год, то есть в период, мирный для Германии. Получив военное образование в Потсдаме, фон Раух поступил в 12-й (2-й Бранденбургский) драгунский полк прусской армии в звании младшего лейтенанта. С 1879 по 1882 год учился в Прусской военной академии, откуда был выпущен в звании старшего лейтенанта, и в дальнейшем служил по Генеральному штабу: вплоть до 1886 года в Берлине, затем в штабе V армейского корпуса в Позене (с повышением до капитана), затем — вновь в Берлине, в штабе гвардейской кавалерийской дивизии.
В 1891 году фон Раух был произведен в майоры. Затем, до 1896 года служил в Ганновере: сперва в штабе 19-й дивизии, затем в штабе X армейского корпуса, куда входила указанная дивизия. Затем отбывал цензовое командование в 17-м Брауншвейгском гусарском полку, после чего, в 1897 году, был повышен до подполковника и стал командиром 17-го Великого герцога Мекленбургского драгунского полка, расквартированного в Людвиглусте. Через год Раух был назначен командиром 1-го гвардейского Королевы Великобритании и Ирландии Виктории драгунского полка, который дислоцировался в драгунских казармах в Кройцберге, Берлин, сохранившихся до настоящего времени. Как командир полка, шефом которого была королева Виктория, фон Раух, в составе немецкой делегации, присутствовал на похоронах королевы Виктории в Лондоне. К этому времени (с 1900 года) он уже был полковником. 
В 1902 году Раух  принял командование 13-й кавалерийской бригадой, дислоцированной в Мюнстере. Через год он был повышен до генерал-майора и стал командиром 17-й (Великого герцогства Мекленбург) кавалерийской бригады со штаб-квартирой в Шверине, в состав которой входили 17-й и 18-й Мекленбургские драгунские полки, одним из которых фон Раух уже командовал ранее. В 1906 году был назначен инспектором кавалерии. 2 февраля 1911 года вышел в отставку с повышением до генерала кавалерии. В Первой мировой войне участие не принимал. 
Генерал фон Раух был женат дважды. Первый раз — на Анне фон Бер-Шмолдов (1865-1896), владелице поместья Шмолдов в деревне Банделин в Передней Померании. Второй раз — на Амелии фон Бюлов-Гудов (1868-1950), придворной даме великой герцогини Марии Мекленбург-Шверинской.
Генерал кавалерии Фридрих фон Раух скончался в 1935 году в Берлине и был похоронен на кладбище Инвалиденфридхоф. Семейное захоронение Раухов во второй половине XX века оказалось расположенным на полуснесённом кладбище в непосредственной близости от Берлинской стены, однако, в дальнейшем было отреставрировано. 
Единственный живописный портрет генерала фон Рауха, созданный художником Конрадом Фрайбергом, висел в поместье Шмолдов и был утрачен в ходе Второй мировой войны в 1945 году, но сохранились фотографии генерала.